# Wielogóra (gmina)
Wielogóra – dawna gmina wiejska istniejąca do 1954 roku w woj. kieleckim. Siedzibą władz gminy była Wielogóra, następnie Wsola. 
Gminę zbiorową Wielogóra utworzono 13 stycznia 1867 w związku z reformą administracyjną Królestwa Polskiego. Gmina weszła w skład nowego powiatu radomskiego w guberni radomskiej i liczyła 2758 mieszkańców.
W okresie międzywojennym gmina Wielogóra należała do powiatu radomskiego w woj. kieleckim. Po wojnie gmina zachowała przynależność administracyjną. Według stanu z dnia 1 lipca 1952 roku gmina składała się z 11 gromad: Dąbrówka Nagórna, Dąbrówka Nagórna kol., Dąbrówka Podłężna, Kamińsk, Klwatka Szlachecka, Klwaty, Piastów, Wielogóra, Wincentów, Wólka Klwatecka i Wsola.
Jednostka została zniesiona 29 września 1954 roku wraz z reformą wprowadzającą gromady w miejsce gmin. Po reaktywowaniu gmin z dniem 1 stycznia 1973 roku gminy Wielogóra nie przywrócono, a jej dawny obszar wszedł głównie w skład gminy Jedlińsk w tymże powiecie i województwie.